# Bjerkvik
Bjerkvik (nordsamiska: Ráhka) är en tätort i Narviks kommun i Nordland fylke i norra Norge. Orten ligger innerst i Herjangsfjorden och hade 1 233 invånare 2006.
Europaväg 6 går genom Bjerkvik, söderut mot Narvik och norrut mot Troms fylke. Europaväg 10 går västerut mot Tjeldsundet, Vesterålen och Lofoten.
Bjerkvik och Elvegårdsmoen ockuperades av tyskarna under invasionen av Norge 1940. Natten till 13 maj besköt brittiska krigsskepp Bjerkvik så att det började brinna. 104 hus blev totalförstörda och 104 svårt skadade. 18 civila omkom. Senare samma dag återerövrade franska främlingslegionen Bjerkvik och Elvegårdsmoen. Detta var de allierades första landstigningsoperation under andra världskriget. Vid Bjerkvik kyrka står minnesstoder över civila och allierade som omkom.

## Kända personer från Bjerkvik
- Jenny Jenssen, sångerska
- Eirik Johan Kristoffersen (född 1969) är en norsk officer (överste) i Hæren (Armén) och chef för Norges specialstyrkor. Han blev tilldelad Krigskorset med sverd, Norges högsta militära utmärkelse som fram till 2011 inte delats ut sedan andra världskriget.